# تاكاهيرو ياماغوتشي
تاكاهيرو ياماغوتشي (باليابانية: 山口 貴弘) (8 مايو 1984 في ناكانو في اليابان – )؛ هو لاعب كرة قدم ياباني سابق كان يلعب كمدافع.

## وصلات خارجية
- تاكاهيرو ياماغوتشي على موقع رابطة كرة القدم اليابانية للمحترفين (اليابانية)
- تاكاهيرو ياماغوتشي على موقع قاعدة بيانات كرة القدم.إي يو (الإنجليزية)
- تاكاهيرو ياماغوتشي على موقع Soccerway.com (الإنجليزية)
- تاكاهيرو ياماغوتشي على موقع عالم كرة القدم.نت (الإنجليزية)